# Rudi Blesh

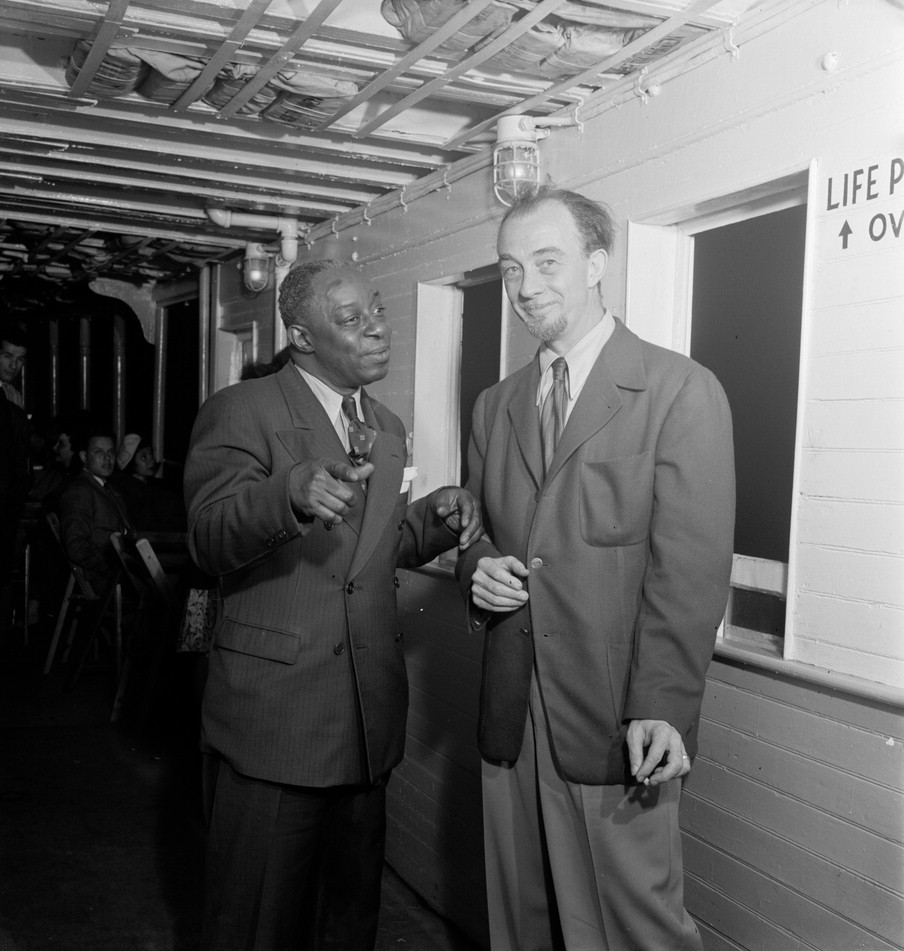
Rudi Blesh mit Baby Dodds (links), Riverboat auf dem Hudson (New York), ca. Juli 1947.
Fotografie von William P. Gottlieb.

Rudi Blesh  (* 21. Januar 1899 in Guthrie, Oklahoma; † 25. August 1985 in Gilmanton, New Hampshire) war ein amerikanischer Jazz-Hörfunkjournalist und Autor von frühen Büchern über Jazz und Ragtime.
Blesh arbeitete nach dem Besuch des Dartmouth College als Jazzkritiker Anfang der 1940er-Jahre für den San Francisco Chronicle und ab 1944 für die New York Herald Tribune. Er organisierte Jazz-Konzerte und förderte in seiner Radiosendung This Is Jazz (bei Jazzology wieder veröffentlicht) den traditionellen Oldtime Jazz, dem er auch in einem der frühesten Jazzbücher Shining Trumpets ein Denkmal setzte. Wichtiger aber war sein Klassiker von 1950 They All Played Ragtime, der diese Musikrichtung erst wieder ins Bewusstsein brachte und zu einem ersten kleinen Comeback verhalf (lange vor einer weiteren Renaissance mit dem Film The Clou 1972). Blesh hatte auch ein eigenes Label Circle, auf dem er u. a. die Library-of-Congress-Aufnahmen von Jelly Roll Morton veröffentlichte sowie Louis Armstrong, Sidney Bechet, Kid Ory, Wild Bill Davison. Blesh lehrte Jazzgeschichte an verschiedenen Colleges und war auch an der Wiederentdeckung der Ragtime-Pianisten Joseph Lamb und Eubie Blake beteiligt.

## Werke
- Shining Trumpets. Knopf, New York 1946.
- mit Harriet Janis[1]: They All Played Ragtime. 1950. 4. Auflage: Oak Publ., New York 1971, ISBN 0-825-60091-X.